# Indisches Problem
Das Indische Problem ist eine Schachkomposition, veröffentlicht 1845 von Howard Staunton in seiner Schachzeitschrift The Chess Player’s Chronicle (Februarheft) unter dem Titel „The Indian Problem“. Aus der grundlegenden Idee dieser Komposition entstand eine ganze Gattung von Schachkompositionen, die so genannten Inder. Zur Popularisierung der indischen Idee trug besonders eine 1903 von Johannes Kohtz und Carl Kockelkorn veröffentlichte Analyse der Komposition bei, die ebenfalls den Titel Das Indische Problem trug. Dieses Buch war zugleich das Gründungsdokument einer bis heute im deutschen Sprachraum dominierenden Schule der Schachkomposition, der neudeutschen oder logischen Schule.

## Der Ur-Inder und eine korrigierte Fassung
|   | a | b | c | d | e | f | g | h |   |
| 8 |   |   |   |   |   |   |   |   | 8 |
| 7 |   |   |   |   |   |   |   |   | 7 |
| 6 |   |   |   |   |   |   |   |   | 6 |
| 5 |   |   |   |   |   |   |   |   | 5 |
| 4 |   |   |   |   |   |   |   |   | 4 |
| 3 |   |   |   |   |   |   |   |   | 3 |
| 2 |   |   |   |   |   |   |   |   | 2 |
| 1 |   |   |   |   |   |   |   |   | 1 |
|   | a | b | c | d | e | f | g | h |   |

Der „Ur-Inder“:
Lösung:
1. Lc1! b4
2. Td2 b5
3. Kb1 (o. a.) Kf4
4. Td4 matt
Da der Tempozug (Kb1 oder andere) auch im ersten oder zweiten Zug erfolgen könnte, gibt es zahlreiche Nebenlösungen und Duale.
Der kritische Zug ist Lc1!. Er hat den alleinigen Zweck, den Schnittpunkt d2 für die folgende Verstellung nutzbar zu machen.
|   | a | b | c | d | e | f | g | h |   |
| 8 |   |   |   |   |   |   |   |   | 8 |
| 7 |   |   |   |   |   |   |   |   | 7 |
| 6 |   |   |   |   |   |   |   |   | 6 |
| 5 |   |   |   |   |   |   |   |   | 5 |
| 4 |   |   |   |   |   |   |   |   | 4 |
| 3 |   |   |   |   |   |   |   |   | 3 |
| 2 |   |   |   |   |   |   |   |   | 2 |
| 1 |   |   |   |   |   |   |   |   | 1 |
|   | a | b | c | d | e | f | g | h |   |

Eine abgespeckte, korrekte und ökonomische Fassung:
Lösung:
1. Lc1! (der kritische Zug) e6
2. Td2 Kf4
3. Td4 matt

## Geschichte
Die Komposition lag einem Brief aus Indien an Staunton bei, in dem es hieß, dieses Problem habe in Indien des Scharfsinns aller gespottet, denen es gezeigt worden sei. Staunton veröffentlichte sie im Chess Player’s Chronicle und merkte dazu an, dies sei der schwierigste Vierzüger, den er jemals gesehen habe, und einige der besten englischen Spieler hätten die Lösung nicht finden können. Er verwendete es dann regelmäßig als Titelillustration für die Schachzeitschrift.
Erst Jahre später stellte sich heraus, dass Staunton das Problem von einem britischen, in Indien lebenden Geistlichen (Reverend) namens Henry Augustus Loveday (1815–1848) erhalten hatte. Nach heutigen Maßstäben ist dieser „Ur-Inder“ inkorrekt, da vielfach nebenlösig und dualistisch.
Die Idee des „Inders“ machte Furore, es gab zahlreiche (korrekte) Neufassungen, unter anderem von Loveday selbst, Samuel Loyd und vielen weiteren Schachkomponisten. Doch erst über fünfzig Jahre später trug es zur Begründung einer neuen „Schule“ des Schachproblems bei, die zumindest in Deutschland bis heute den Mehrzüger dominiert, nämlich der „neudeutschen“ oder „logischen“ Schule. Im Jahre 1903 nämlich veröffentlichten Johannes Kohtz und Carl Kockelkorn „Das Indische Problem – Eine Schachstudie“ in A. Steins Verlagsbuchhandlung. Sie untersuchten die Geschichte des „Indischen Problems“, vor allem aber analysierten sie exakt seine Besonderheit gegenüber anderen Problemen und entwarfen als Ergebnis ein ganzes Programm für die Zukunft des Schachproblems. Sie setzten sich damit deutlich ab von der in Deutschland vorherrschenden Praxis des Variantenproblems (große Schwierigkeit, viele Varianten, Opfer etc.), an der sie selbst beteiligt gewesen waren und die von Johann Berger in seiner Schrift „Das Schachproblem und dessen kunstgerechte Darstellung“ 1884 kodifiziert worden war.

## Der kritische Zug
Der Kern des „neudeutschen“ Programms von Kohtz und Kockelkorn war die scharf umrissene logische Idee, die in größtmöglicher Reinheit dargestellt werden sollte, ohne irreführendes Beiwerk; alle anderen Kriterien für die Qualität eines Schachproblems sollten als untergeordnet gelten.
Diese Idee war hier der kritische Zug (der Begriff stammt von Kohtz und Kockelkorn). Gegeben seien zwei langschrittige Figuren, im Fall des Loveday-Inders Turm und Läufer, deren Wirkungslinien („Schusslinien“) sich in einem Punkt schneiden, dem Schnittpunkt („Durchschnittspunkt“ bei Kohtz/Kockelkorn). Wenn eine von beiden diesen Punkt betritt, blockiert sie die Wirkungslinie der anderen. Wenn diese Situation erst geschaffen wird durch einen Zug, dessen einziger Zweck die Überschreitung des Schnittpunktes und damit seine Nutzbarmachung ist, heißt dieser Zug der kritische Zug und der Schnittpunkt das kritische Feld.
Im Fall des Inders sind die beiden Themafiguren weiß, und der kritische Zug hat den alleinigen Sinn, im nächsten Zug eine Verstellung des Steins zu ermöglichen und damit schwarzes Patt zu vermeiden.
Erst wenn man diese Idee ganz verstanden hat, kann der scheinbar unsinnige oder schädliche Schlüsselzug (der kritische Zug) gefunden werden; durch Ausprobieren kommt man nicht darauf.
Eben aus diesem Grund erschien das Manöver nicht nur Kohtz und Kockelkorn, sondern den späteren „Problemisten“ überhaupt außerordentlich ästhetisch. Seit über hundert Jahren gibt es eine hohe Anzahl von Varianten des Loveday-Inders.

## Autorschaft
Wer das „Indische Problem“ tatsächlich komponiert hat, konnte bis heute nicht abschließend geklärt werden. Staunton hatte seit 1841 im Briefwechsel mit Loveday gestanden. Der Brief, der die Komposition enthielt, stammt vom August 1844 und war mit „Shagird“ unterschrieben, was von Kohtz mit „Schüler“ übersetzt wurde. Oskar Korschelt meinte in den Deutschen Schachblättern hingegen, dass das Wort „Lehrer“ bedeute; er vermutete, dass der indische Sprachlehrer Lovedays das Problem komponiert hatte.
Staunton selbst war überzeugt, dass Loveday zwar an der Komposition des Problems beteiligt war, es aber nicht selbst geschaffen hatte; er habe es wahrscheinlich der europäischen Spielweise angepasst, wie Staunton in einer Briefkasten-Notiz in den Illustrated London News vom 13. Oktober 1855 schrieb. Kohtz und Kockelkorn hingegen hielten Loveday, den „Schüler“, für den Urheber. In Lovedays Briefen selbst, die erhalten geblieben sind, ist für diese Komposition kein Autor angegeben. Herbert Grasemann hielt in Artikel 12 einer Artikelserie in den Deutschen Schachblättern fest, dass die Urheberschaft weiterhin ungeklärt sei.